# Svatelovo
Svatelovo (en russe : Свателово) est un village du raïon de Parfenievo, dans l'obalst de Kostroma, dans la partie européenne de la Russie. Sa population s'élevait à seulement 2 habitants en 2021.   

## Géographie
Le village de Svatelovo se situe dans l'obalst de Kostroma, dans le nord-ouest de la partie européenne de la Russie. Il fait ainsi partie du district fédéral central, et le village se situe dans le raïon de Parfenievo dans le centre de l'oblast, qui compte en tout 109 localités. 
Svatelovo, comme tout l'oblast de Kostroma, est située dans le fuseau horaire MSK (heure de Moscou). Le décalage horaire appliqué par rapport au temps universel coordonné est +03:00.

## Démographie
Recensements (*) et estimations de la population,,,:
| 2002* | 2008 | 2010* | 2014 |
| ----- | ---- | ----- | ---- |
| 10    | 3    | 4     | 3    |

| 2021* | - | - | - |
| ----- | - | - | - |
| 1     | - | - | - |

En 2002, sur les 10 habitants, il y avait 100 % de Russes.